# Jean-Pierre Posca
Jean-Pierre Posca (Colombier-Fontaine, 10 marzo 1952 – Colombier-Fontaine, 1º gennaio 2010) è stato un calciatore francese, di ruolo difensore.

## Biografia
È morto il 1º gennaio 2010 in seguito a un cancro, lasciando la moglie e una figlia.

## Caratteristiche tecniche
Era un terzino di forte personalità: quest'ultima caratteristica gli ha valso il soprannome di Bison da parte dei tifosi.

## Carriera
Legò quasi esclusivamente la propria carriera al Sochaux, totalizzando 458 presenze nell'arco di tredici stagioni (di cui 358 in massima serie e 18 in Coppa UEFA, con 10 delle quali durante l'edizione 1980-1981 in cui il Sochaux raggiunse le semifinali). Si ritirò dal calcio professionistico al termine della stagione 1985-1986, dopo essersi trasferito all'Olympique Avignone, continuando per un paio d'anni a giocare a livello dilettantistico con il Saint-Maxime.

## Statistiche

### Presenze e reti nei club
| Stagione        | Squadra         | Campionato      | Campionato | Campionato | Coppe nazionali | Coppe nazionali | Coppe nazionali | Coppe continentali | Coppe continentali | Coppe continentali | Totale | Totale |
| Stagione        | Squadra         | Comp            | Pres       | Reti       | Comp            | Pres            | Reti            | Comp               | Pres               | Reti               | Pres   | Reti   |
| --------------- | --------------- | --------------- | ---------- | ---------- | --------------- | --------------- | --------------- | ------------------ | ------------------ | ------------------ | ------ | ------ |
| 1970-1971       | Sochaux 2       | D2              | 7          | 0          | -               | -               | -               | -                  | -                  | -                  | 7      | 0      |
| 1971-1972       | Sochaux         | D1              | 2          | 0          | CF              | 1               | 0               | -                  | -                  | -                  | 3      | 0      |
| 1971-1972       | Sochaux 2       | D3              | 23         | 0          | -               | -               | -               | -                  | -                  | -                  | 23     | 0      |
| 1972-1973       | Sochaux         | D1              | 3          | 0          | -               | -               | -               | -                  | -                  | -                  | 3      | 0      |
| 1972-1973       | Sochaux 2       | D3              | 22         | 0          | -               | -               | -               | -                  | -                  | -                  | 22     | 0      |
| 1973-1974       | Sochaux         | D1              | 37         | 0          | CF              | 8               | 0               | -                  | -                  | -                  | 45     | 0      |
| 1974-1975       | Sochaux         | D1              | 26         | 0          | CF              | 3               | 0               | -                  | -                  | -                  | 29     | 0      |
| 1975-1976       | Sochaux         | D1              | 34         | 0          | CF              | 5               | 0               | -                  | -                  | -                  | 39     | 0      |
| 1975-1976       | Sochaux 2       | D3              | 1          | 0          | -               | -               | -               | -                  | -                  | -                  | 1      | 0      |
| 1976-1977       | Sochaux         | D1              | 36         | 1          | CF              | 2               | 0               | CU                 | 7                  | 0                  | 45     | 1      |
| 1977-1978       | Sochaux         | D1              | 34         | 2          | CF              | 7               | 0               | -                  | -                  | -                  | 41     | 2      |
| 1977-1978       | Sochaux 2       | D3              | 2          | 0          | -               | -               | -               | -                  | -                  | -                  | 2      | 0      |
| 1978-1979       | Sochaux         | D1              | 34         | 3          | CF              | 1               | 0               | -                  | -                  | -                  | 35     | 3      |
| 1978-1979       | Sochaux 2       | D3              | 2          | 0          | -               | -               | -               | -                  | -                  | -                  | 2      | 0      |
| 1979-1980       | Sochaux         | D1              | 36         | 0          | CF              | 7               | 0               | -                  | -                  | -                  | 45     | 0      |
| 1980-1981       | Sochaux         | D1              | 35         | 1          | CF              | 3               | 0               | CU                 | 10                 | 0                  | 48     | 1      |
| 1981-1982       | Sochaux         | D1              | 38         | 1          | CF              | 1               | 0               | -                  | -                  | -                  | 39     | 1      |
| 1982-1983       | Sochaux         | D1              | 14         | 1          | CF              | 1               | 0               | CU                 | 1                  | 0                  | 16     | 1      |
| 1982-1983       | Sochaux 2       | D3              | 3          | 0          | -               | -               | -               | -                  | -                  | -                  | 3      | 0      |
| 1983-1984       | Sochaux         | D1              | 29         | 0          | CF              | 4               | 0               | -                  | -                  | -                  | 33     | 0      |
| 1983-1984       | Sochaux 2       | D3              | 4          | 0          | -               | -               | -               | -                  | -                  | -                  | 4      | 0      |
| 1984-1985       | Sochaux         | D1              | 0          | 0          | CF              | 1               | 0               | -                  | -                  | -                  | 1      | 0      |
| 1984-1985       | Sochaux 2       | D3              | 16         | 0          | -               | -               | -               | -                  | -                  | -                  | 16     | 0      |
| Totale Sochaux  | Totale Sochaux  | Totale Sochaux  | 358        | 9          |                 | 49              | 0               |                    | 18                 | 0                  | 427    | 9      |
| 1985-1986       | O. Avignone     | D3              | 27         | 0          | -               | -               | -               | -                  | -                  | -                  | 27     | 0      |
| Totale carriera | Totale carriera | Totale carriera | 385        | 9          |                 | 49              | 0               |                    | 18                 | 0                  | 454    | 9      |